# Gaius Ateius Capito
Gaius Ateius Capito (cca 30. př. n. l. – 22) byl římský právník.
Capito byl přední právník doby Augustovy, jako zastánce císařství byl velmi pravděpodobně vůdcem Sabinianů. Roku 5 se stal konzulem.
Protože pravděpodobně nebyl příliš literárně aktivní, není prokázán jeho vliv na pozdější právo. Prakticky nejznámější je
jeho výklad Sekulárních her.

## Dílo
- De pontificio iure, 6 knih
- De iure sacrificiorum
- Coniectanea
- De officio senatorio